# Mark Mahon
Mark Mahon (* 11. November 1965 in Vankleek Hill, Ontario) ist ein ehemaliger Eishockeyspieler mit deutscher und kanadischer Staatsbürgerschaft. Seit dem Ende seiner Spielerlaufbahn wirkt er als Trainer und Funktionär. Bis Februar 2020 war er Sportdirektor des DEL-Klubs Kölner Haie.

## Karriere

### Als Spieler
Von 1986 bis 1989 spielte Mahon für die Université Concordia in Montreal und wurde in der Saison 88/89 als Hockey All-Canadian ausgezeichnet. In derselben Saison erhielt er den Dr. Robert J. Brodrick Award als Concordias Sportler des Jahres.
Seine Profikarriere verbrachte er fast ausschließlich in Deutschland und spielte meist in unterklassigen Ligen. Für die Wedemark Scorpions absolvierte er in der Deutschen Eishockey Liga 50 Einsätze.

### Als Trainer und Funktionär
Mahon begann seine Trainerlaufbahn 2001 als Assistent an der University of Toronto und hatte diesen Posten bis Juli 2002 inne. Zwischen August 2002 und Februar 2004 war er Cheftrainer des japanischen Vereins Nikkō IceBucks.
Im März 2004 wurde Mahon Cheftrainer der japanischen Nationalmannschaft und arbeitete in weiteren Funktionen für den japanischen Verband, unter anderem als Trainer der Juniorennationalmannschaft. Im August 2015 kam Mahon zunächst als Hospitant zu den Eisbären Berlin und war dann bis Januar 2016 Co-Trainer.
Am 30. Januar 2016 wurde Mahon von den Kölner Haien als Sportdirektor verpflichtet. Anfang Februar 2020 wurde er seines Amtes enthoben. Ihm wurde seitens der Kölner zugeschrieben in seiner Amtszeit „viele Weichen in der sportlichen Gesamtausrichtung gestellt“ und die Einbindung junger Spieler vorangetrieben zu haben.